# ئی‌ام‌دی جی‌پی۳۹
ئی‌ام‌دی جی‌پی۳۹ (انگلیسی: EMD GP39) یک لوکوموتیو دیزلی ساخت شرکت جنرال موتورز الکترو-موتیو دیویژن است.
این لوکوموتیو که مابین سال‌های ۱۹۶۹ تا ۱۹۷۰ تولید می‌شده دارای ۱۲ سیلندر و ۲۳۰۰ اسب بخار توان خروجی بوده است.